# Histoire des ponts en bois

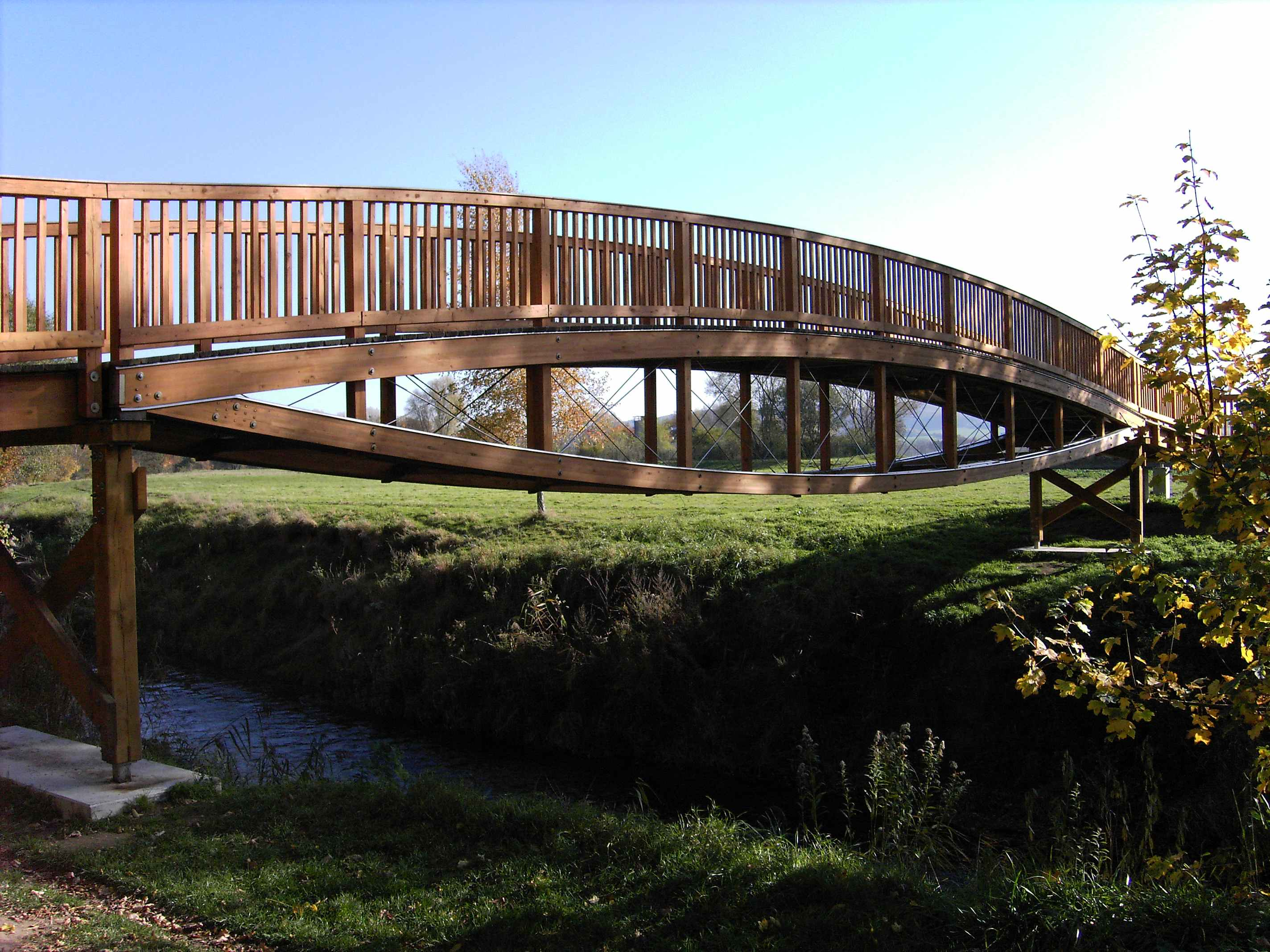
Passerelle en bois en Allemagne.

Un pont en bois est un pont dont le matériau de construction est principalement le bois. Les ponts en bois jouent un rôle important dans l'architecture du Moyen Âge, leur établissement étant facile et peu dispendieux. Mais malgré l’apparition de nombreuses techniques de construction durables ultérieurement, l’utilisation du bois dans certains ouvrages a perduré jusqu’à nos jours. 

## Les ponts en bois gaulois

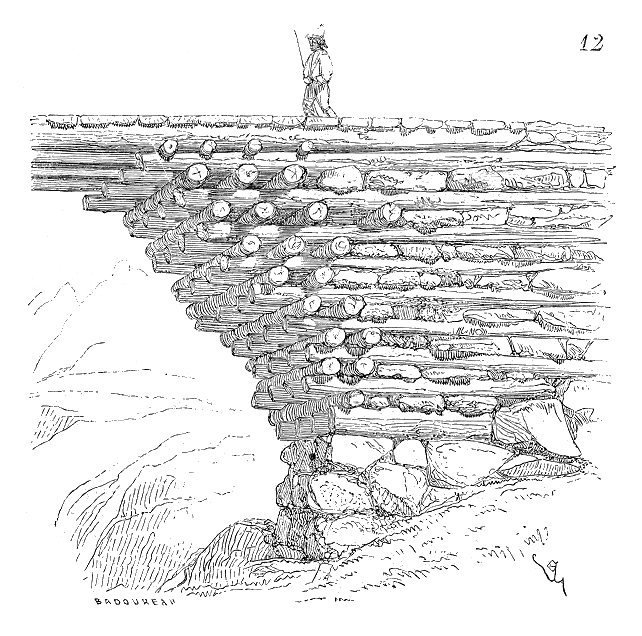
Pont gaulois.

Les ponts gaulois décrits par César se composaient de troncs d'arbres posés à angle droit par rangées, entre lesquelles on bloquait des quartiers de roches. Ce procédé, qui n'est qu'un empilage et ne peut être considéré comme une œuvre de charpenterie, doit remonter à la plus haute antiquité et s’est malgré tout perpétué bien au-delà du Moyen Âge, puisqu’à la fin du XVIIIe siècle on construisait encore en Savoie des ponts de ce type.

## Les ponts en bois romains
Le pont en bois le plus ancien dont il est fait mention, au moins dans la civilisation latine, est le pont Sublicius, lancé sur le Tibre au pied du mont Aventin à Rome, sous le règne d'Ancus Martius, et rendu célèbre par la défense d'Horatius Coclès (630 av. J.-C.). Six siècles plus tard, Jules César ayant décidé de franchir le Rhin en 55 av. J.-C. et estimant que « les bateaux étaient un moyen trop peu sûr et qui convenait mal à sa dignité et à celle du peuple romain ", fit construire un pont selon un procédé qu'il dit être nouveau. La description qu'il en a laissé dans ses Commentaires sur la Guerre des Gaules n'est pas très claire. Les piles étaient constituées de deux couples de pieux « d'un pied et demi d'épaisseur » enfoncés à coup de mouton, « non point verticalement, comme des pilotis ordinaires, mais obliquement, inclinés dans la direction du courant (...) et à l'arrière, dans le sens inverse du courant ». Sur ces deux couples, distants de 40 pieds (ce qui paraît beaucoup) étaient posées des poutres larges de 2 pieds, qui maintenaient l'écartement et servaient de support aux poutres placées dans le sens longitudinal. Il ne dit pas de quelle distance était séparée chaque pile, mais le Rhin lui-même, à l'endroit probable où le pont fut construit - à Cologne - a près de 400 m de largeur et 3 m de profondeur.

## Les ponts en bois au Moyen Âge

### Pont à une travée de Villard

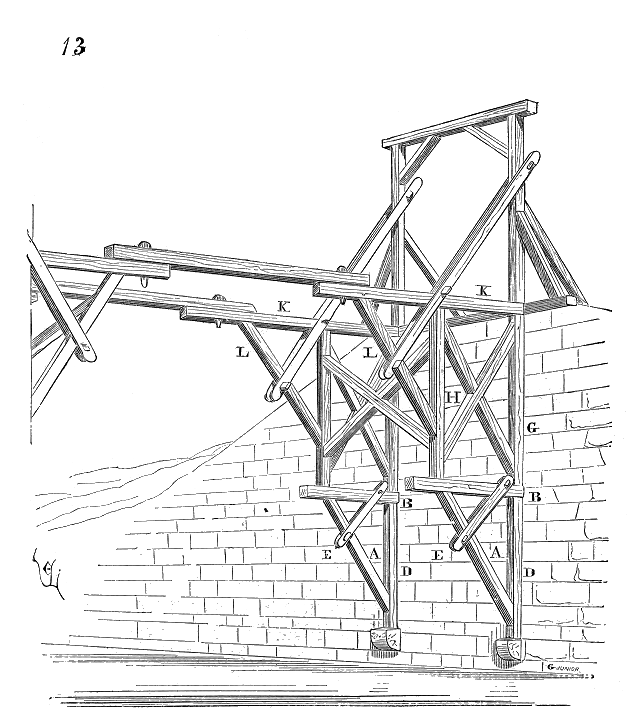
Pont en bois de Vilard de Honnecourt.

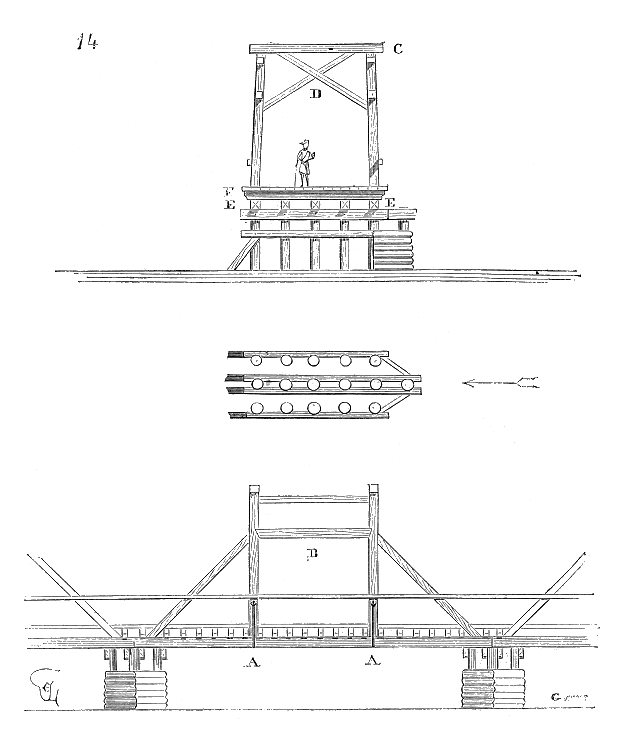
Pont médiéval en bois.

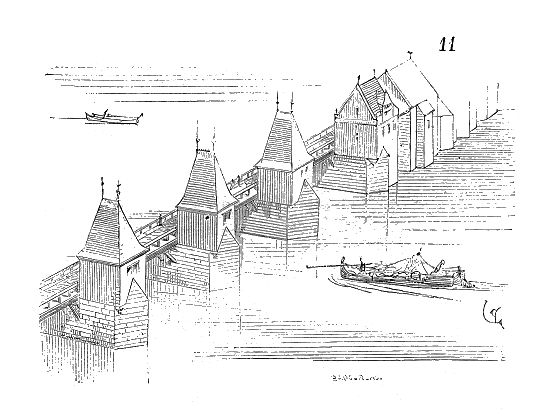
Pont sur la Loire à Nantes.

Villard de Honnecourt donne le croquis d'un pont fait avec des bois de vingt pieds. Le moyen indiqué est très simple, et rappelle les ouvrages de charpenterie exprimés dans les bas-reliefs de la colonne Trajane et de l'arc de Septime Sévère. Villard élève deux culées en maçonnerie auxquelles il scelle d'abord les chapeaux (B) des deux potences (A). Les contrefiches de ces potences assemblées dans les poteaux (D) sont raidies par les moises (E). Sur les chapeaux de ces potences, il élève les poteaux (G), (H), maintenus dans tous les sens par des croix de Saint-André. Des seconds chapeaux (K) réunissent la tête de ces poteaux et sont soulagés par des contrefiches (L) moisées comme celles du dessous ; puis, sur ces derniers chapeaux, il pose des pièces horizontales qui réunissent les deux encorbellements et les empêchent de donner du nez. Il suffisait de clouer des madriers sur les longrines. En ne prenant, pour exécuter cet ouvrage, comme le dit Villard, que des bois de 20 pieds, on peut avoir facilement un tablier de 50 pieds de long, parfaitement rigide.

### Pont à plusieurs travées
Les ponts en bois n'ayant jamais qu'une durée assez limitée, il ne reste aucun ouvrage de ce genre qui soit antérieur au XVIe siècle, et il n'est possible d'en prendre une idée que par des vignettes de manuscrits ou des gravures des XVIe et XVIIe siècles. 
Pour construire des ponts en bois, il convenait :
- soit de rapprocher beaucoup les piles, afin de ne donner aux portées des travées du tablier qu'une longueur très réduite, et éviter ainsi leur fléchissement ;
- soit d’armer ces tabliers de contre-fiches assez inclinées pour résister à la flexion, et alors élever beaucoup les têtes des piles au-dessus du niveau de l'eau ;
- soit de suspendre les tabliers à un système de fermes.

Ce dernier parti semble avoir été adopté fréquemment pendant le Moyen Âge. 
La figure ci-contre en est un exemple. Des piles de trois rangs de pieux sont espacés de 12 m d'axe en axe; la tête de ces pieux, ne s'élevant pas à plus de 2 m au-dessus du niveau de l'eau. Des longrines étaient posées sur ces têtes de pieux, soulagées en A par les fermes B. Ces fermes, légèrement inclinées l'une vers l'autre, étaient rendues solidaires au moyen des traverses supérieures C et des croix de Saint-André D. Sur ces longrines E on posait de fortes solives F, puis les madriers formant le tablier. Ces ouvrages présentaient une grande rigidité, mais ne pouvaient subsister fort longtemps sans se détériorer, et n'étaient guère jetés que sur des cours d'eau dont les crues n'étaient pas considérables.

### Ponts en bois avec piles en maçonnerie
Pour diminuer la dépense considérable que nécessite un pont construit avec des arches de pierre, on prenait quelquefois le parti de n'élever que des piles en maçonnerie sur lesquelles on posait un tablier de bois. 
Tel avait été construit le pont traversant la Loire à Nantes. Sur les avant-becs de ce pont s'élevaient de petites maisons louées à des marchands. Entre quelques-unes des piles avaient été établis des moulins. Tous les ponts bâtis très-proches des cités populeuses ou compris dans leur enceinte étaient en effet garnis de maisons, de boutiques et de moulins.

### Ponts habités
La place était rare dans les villes du Moyen Âge, presque toutes encloses de murs et de tours, et les ponts étant naturellement des passages très-fréquentés, c'était à qui cherchait à se placer sur ces parcours. Les ponts de Paris étaient garnis de maisons, et formaient de véritables rues traversant le fleuve. Ce fut même l'établissement de ces maisons dont la voirie, ne se préoccupait pas assez, qui contribua à la ruine de ces ponts. S'il fallait se maintenir sur l'alignement des deux côtés de la voie, sur la rivière, on posait des bâtisses en encorbellement, on creusait des caves et des réduits dans les piles, et les parois de ces ponts devaient bientôt se déverser. Lorsque la démolition des maisons qui garnissaient les ponts Notre-Dame et Saint-Michel à Paris fut effectuée, il fallut réparer les parements extérieurs et les tympans des arches jusqu'au droit des piles, chaque habitant ayant peu à peu creusé ces tympans ou altéré ces parements.
Du Breul, parlant du pont Saint-Michel à Paris, dit qu'il était de bois et avait été construit en 1384 par Hugues Aubriot, alors prévost de Paris. Ce pont était garni de plusieurs maisons. Le pont Notre-Dame, bâti en 1414, suivant le même auteur, d'après le rapport de Robert Gaguin «n'étoit que de bois, ayant en longueur 70 pas 4 pieds, et en largeur 18 pas: de deux costez et sur lequel estoient basties 60 maisons esgales en structure et haulteur, lequel après avoir subsisté 92 ans seulement, tumba en la rivière l'an 1499, le vendredi 25 octobre...»

## Les ponts en bois auXVIIIesiècle[2]
En France, quelques ponts sont construits en bois. À Lyon, l’architecte Jean-Antoine Morand construit sur le Rhône, de 1772 à 1775, un pont de 210 m qui porte son nom. De même le pont de Sault du Rhône est construit mais ne dure qu’une quinzaine d’années.
En fait, c’est en Suisse que sont construits le plus grand nombre de ponts en bois à cette époque essentiellement en raison de la disponibilité du bois, mais surtout à la présence de grandes familles de charpentiers, les Krez, les Stark, les Knellwolf, les Altherr.
Trois frères de la famille Grubenmann en réalisèrent un grand nombre, surtout en arc, entre 1740 et 1780. Celui de Wettingen, construit en 1766 franchissait la Limmat d’un seul arc de 61 m. Mais c’est surtout celui de Schaffhouse sur le Rhin qui retient l’attention. Inauguré en 1758, il a une longueur de 120 m et franchit le fleuve en deux travées.

## Les ponts en bois auXIXesiècle[2]
Plusieurs grands ponts sont construits en bois en France au XIXe siècle. 
- Le pont de la Pyle, qui franchissait l’Ain dura de 1818 à 1861 où il fut détruit, du fait de son mauvais état par défaut d’entretien.
- Le pont d’Ivry, construit en 1828 sur la Seine, est composé de quatre piles en maçonnerie. Des madriers courbes et épais constituaient les arcs supportant le tablier.

## Les ponts en bois au XXe siècle

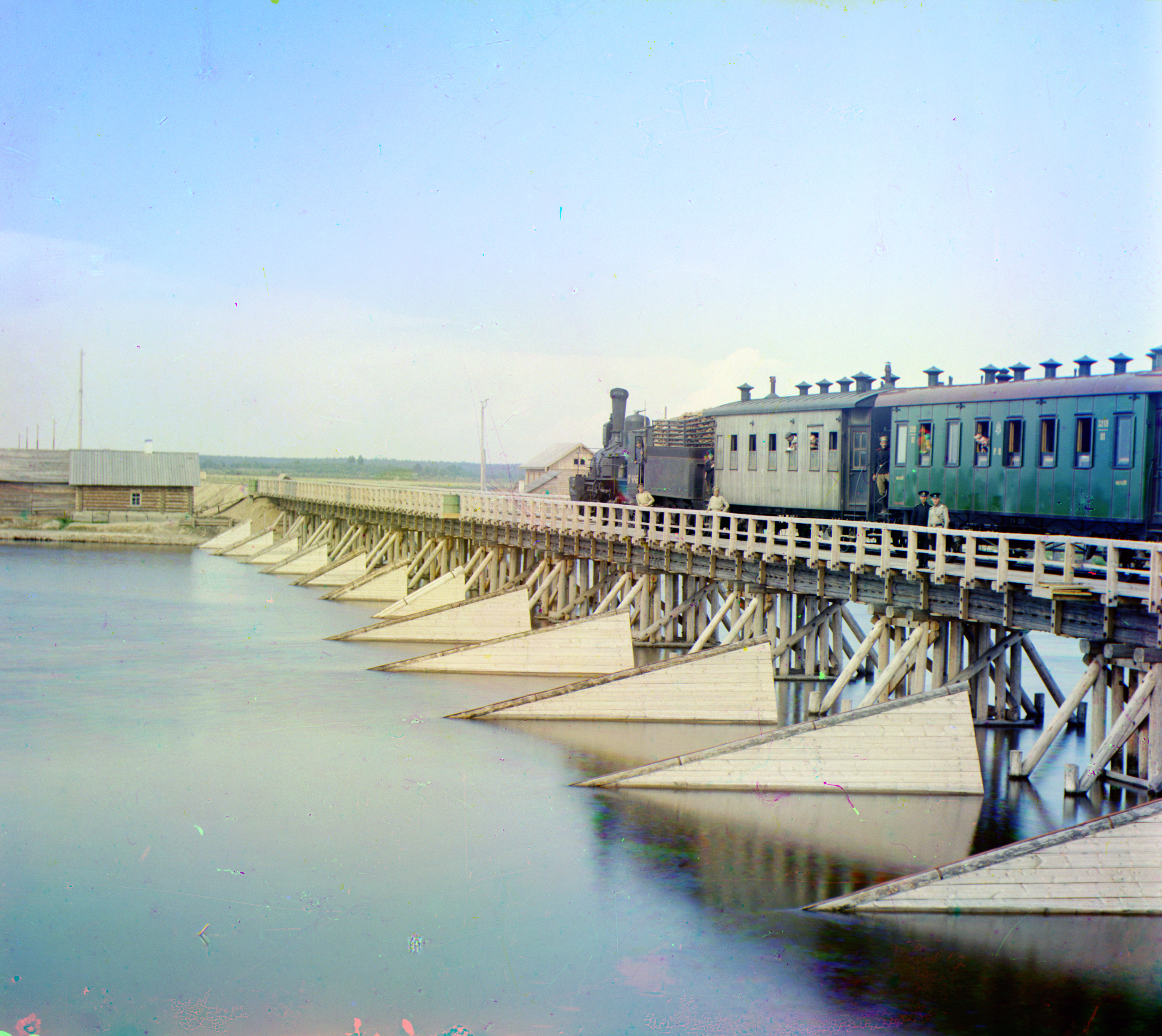
Sergueï Prokoudine-Gorski, pont de chemin de fer à travers la rivière Chouïa, Carélie. 1916